# Championnat de Syrie de football 2007-2008
Navigation
Saison 2006-2007 Saison 2008-2009
La saison 2007-2008 du Championnat de Syrie de football est la trente-septième édition du championnat de première division en Syrie. Les quatorze meilleurs clubs du pays sont regroupés au sein d'une poule unique où ils s'affrontent deux fois au cours de la saison, à domicile et à l'extérieur. En fin de saison, les deux derniers du classement sont relégués et remplacés par les deux meilleurs clubs de deuxième division.
C'est le club d'Al-Karamah SC, double tenant du titre, qui remporte à nouveau le championnat cette saison, après avoir terminé en tête du classement final avec dix points d'avance sur Al Majd Damas et Al Ittihad Alep. C'est le septième titre de champion de Syrie de l'histoire du club, qui réussit le doublé en s'imposant en finale de la Coupe de Syrie face à Al Majd Damas.

## Les clubs participants
| - Al-Karamah SC - Al Ittihad Alep - Jableh SC - Al Taliya Hama - Al Wahda Damas - Al-Nwa'ir - Promu de D2 - Tishreen SC | - Hutteen SC - Al Majd Damas - Al Shorta Damas - Al Futuwa Deir ez-Zor - Hurriya SC - Al Jaish Damas - Al Efrin - Promu de D2 |

## Compétition

### Classement
Le barème utilisé pour établir le classement est le suivant :
- Victoire : 3 points
- Match nul : 1 point
- Défaite : 0 point

| Rang | Équipe                | Pts | J  | G  | N | P  | Bp | Bc | Diff |
| ---- | --------------------- | --- | -- | -- | - | -- | -- | -- | ---- |
| 1    | Al-Karamah SCTC       | 64  | 26 | 20 | 4 | 2  | 56 | 19 | +37  |
| 2    | Al Majd Damas         | 54  | 26 | 17 | 3 | 6  | 52 | 23 | +29  |
| 3    | Al Ittihad Alep       | 54  | 26 | 15 | 9 | 2  | 51 | 31 | +20  |
| 4    | Al Taliya Hama        | 46  | 26 | 14 | 4 | 8  | 39 | 34 | +5   |
| 5    | Al Jaish Damas        | 44  | 26 | 13 | 5 | 8  | 46 | 36 | +10  |
| 6    | Al Futuwa Deir ez-Zor | 40  | 26 | 12 | 4 | 10 | 29 | 26 | +3   |
| 7    | Tishreen SC           | 29  | 26 | 7  | 8 | 11 | 25 | 34 | -9   |
| 8    | Hutteen SC            | 29  | 26 | 7  | 8 | 11 | 32 | 42 | -10  |
| 9    | Al Wahda Damas        | 29  | 26 | 8  | 5 | 13 | 23 | 34 | -11  |
| 10   | Jableh SC             | 29  | 26 | 8  | 5 | 13 | 28 | 41 | -13  |
| 11   | Al Shorta Damas       | 26  | 26 | 7  | 5 | 14 | 23 | 35 | -12  |
| 12   | Al-Nwa'irP            | 25  | 26 | 7  | 4 | 15 | 20 | 33 | -13  |
| 13   | Al EfrinP             | 23  | 26 | 5  | 8 | 13 | 22 | 34 | -12  |
| 14   | Hurriya SC            | 14  | 26 | 2  | 8 | 16 | 25 | 49 | -24  |

|  | Qualification pour la Coupe de l'AFC 2009                                             |
|  | Relégation en deuxième division                                                       |
|  | T : Tenant du titre C : Vainqueur de la Coupe de Syrie P : Promu de deuxième division |

## Bilan de la saison
| Championnat de Syrie de football 2007-2008                        |                          |
| Champion                                                          | Al-Karamah SC (7e titre) |
| Coupes et trophées                                                |                          |
| Vainqueur de la Coupe de Syrie 2007-2008                          | Al-Karamah SC            |
| Qualifications continentales                                      |                          |
| Coupe de l'AFC 2009                                               | Al-Karamah SC            |
| Coupe de l'AFC 2009                                               | Al Majd Damas            |
| Promotions et relégations                                         |                          |
| Promus en Syrian League                                           | Al Wathba Homs           |
| Promus en Syrian League                                           | Umayya                   |
| Relégués en Championnat de Syrie de football de deuxième division | Al Efrin                 |
| Relégués en Championnat de Syrie de football de deuxième division | Hurriya SC               |